# American Hockey League 1980-1981
La stagione 1980-1981 è stata la 45ª edizione della American Hockey League, la più importante lega minore nordamericana di hockey su ghiaccio. Il calendario della stagione regolare fu composto da 80 partite. La stagione vide al via nove formazioni e al termine dei playoff gli Adirondack Red Wings conquistarono la loro prima Calder Cup sconfiggendo i Maine Mariners 4-2.

## Modifiche
- I Syracuse Firebirds cessarono le proprie attività.
- I Binghamton Dusters cambiarono affiliazione e divennero i Binghamton Whalers.
- Gli Adirondack Red Wings passarono dalla North alla South Division.

## Stagione regolare

### Classifiche
North Division
|  | Pos. | Squadra               | Pt | G  | V  | S  | N  | GF  | GS  | DR  |
|  | ---- | --------------------- | -- | -- | -- | -- | -- | --- | --- | --- |
|  | 1.   | Maine Mariners        | 97 | 80 | 45 | 28 | 7  | 319 | 292 | +27 |
|  | 2.   | New Brunswick Hawks   | 84 | 80 | 37 | 33 | 10 | 317 | 298 | +19 |
|  | 3.   | Nova Scotia Voyageurs | 81 | 80 | 38 | 37 | 5  | 335 | 298 | +37 |
|  | 4.   | Springfield Indians   | 73 | 80 | 34 | 41 | 5  | 312 | 343 | -31 |

South Division
|  | Pos. | Squadra              | Pt  | G  | V  | S  | N  | GF  | GS  | DR  |
|  | ---- | -------------------- | --- | -- | -- | -- | -- | --- | --- | --- |
|  | 1.   | Hershey Bears        | 103 | 80 | 47 | 24 | 9  | 357 | 299 | +58 |
|  | 2.   | Adirondack R. Wings  | 75  | 80 | 35 | 40 | 5  | 305 | 328 | -23 |
|  | 3.   | Binghamton Whalers   | 70  | 80 | 32 | 42 | 6  | 296 | 336 | -40 |
|  | 4.   | New Haven Nighthawks | 69  | 80 | 29 | 40 | 11 | 295 | 321 | -26 |
|  | 5.   | Rochester Americans  | 68  | 80 | 30 | 42 | 8  | 295 | 316 | -21 |

Legenda:

      Ammesse ai Playoff
Note:

Due punti a vittoria, un punto a pareggio, zero a sconfitta.

### Statistiche
Classifica marcatori
| Giocatore           | Squadra               | PG | Gol | Assist | Punti |
| ------------------- | --------------------- | -- | --- | ------ | ----- |
| Mark Lofthouse      | Hershey Bears         | 74 | 48  | 55     | 103   |
| Dan Daoust          | Nova Scotia Voyageurs | 80 | 38  | 60     | 98    |
| Tony Cassolato      | Hershey Bears         | 74 | 48  | 46     | 94    |
| Dave Gorman         | Nova Scotia Voyageurs | 78 | 43  | 47     | 90    |
| Norm Aubin          | New Brunswick Hawks   | 79 | 43  | 46     | 89    |
| Guy Carbonneau      | Nova Scotia Voyageurs | 78 | 35  | 53     | 88    |
| Jean-François Sauvé | Rochester Americans   | 56 | 29  | 54     | 83    |
| Craig Levie         | Nova Scotia Voyageurs | 80 | 20  | 62     | 82    |
| Paul Evans          | Maine Mariners        | 78 | 28  | 52     | 80    |
| Reg Thomas          | Nova Scotia Voyageurs | 74 | 36  | 43     | 79    |
|                     |                       |    |     |        |       |

Classifica portieri
| Giocatore        | Squadra               | PG | MGS  |  |
| ---------------- | --------------------- | -- | ---- |  |
| Vincent Tremblay | New Brunswick Hawks   | 46 | 3.24 |  |
| Pelle Lindbergh  | Maine Mariners        | 51 | 3.26 |  |
| Mark Holden      | Nova Scotia Voyageurs | 42 | 3.43 |  |
| Marco Baron      | Springfield Indians   | 23 | 3.45 |  |
| Ron Grahame      | Binghamton Whalers    | 22 | 3.48 |  |
| Rollie Boutin    | Hershey Bears         | 53 | 3.57 |  |
| Steve Baker      | New Haven Nighthawks  | 25 | 3.57 |  |
| Jacques Cloutier | Rochester Americans   | 61 | 3.61 |  |
| Al Jensen        | Adirondack R. Wings   | 60 | 3.84 |  |
| Robbie Moore     | Maine Mariners        | 25 | 3.86 |  |
|                  |                       |    |      |  |

## Playoff
|  | Primo turno | Primo turno           | Primo turno          |                      |                      | Semifinali     | Semifinali | Semifinali |  |  | Calder Cup | Calder Cup     | Calder Cup |
|  |             |                       |                      |                      |                      |                |            |            |  |  |            |                |            |
|  | N1          | Maine Mariners        | 4                    |                      |                      |                |            |            |  |  |            |                |            |
|  | N4          | Springfield Indians   | 3                    |                      |                      |                |            |            |  |  |            |                |            |
|  | N4          | Springfield Indians   | 3                    |                      | N1                   | Maine Mariners | 4          |            |  |  |            |                |            |
|  |             |                       |                      |                      | N1                   | Maine Mariners | 4          |            |  |  |            |                |            |
|  |             | N2                    | New Brunswick Hawks  | 3                    |                      |                |            |            |  |  |            |                |            |
|  | N2          | N2                    | New Brunswick Hawks  | 3                    | New Brunswick Hawks  | 4              |            |            |  |  |            |                |            |
|  | N2          |                       |                      |                      | New Brunswick Hawks  | 4              |            |            |  |  |            |                |            |
|  | N3          | Nova Scotia Voyageurs | 2                    |                      |                      |                |            |            |  |  |            |                |            |
|  |             |                       |                      |                      |                      |                |            |            |  |  | N1         | Maine Mariners | 2          |
|  |             |                       | S2                   | Adirondack Red Wings | 4                    |                |            |            |  |  |            |                |            |
|  | S1          | Hershey Bears         | 4                    |                      |                      |                |            |            |  |  |            |                |            |
|  | S4          | New Haven Nighthawks  | 0                    |                      |                      |                |            |            |  |  |            |                |            |
|  | S4          | New Haven Nighthawks  | 0                    |                      | S1                   | Hershey Bears  | 2          |            |  |  |            |                |            |
|  |             |                       |                      |                      | S1                   | Hershey Bears  | 2          |            |  |  |            |                |            |
|  |             | S2                    | Adirondack Red Wings | 4                    |                      |                |            |            |  |  |            |                |            |
|  | S2          | S2                    | Adirondack Red Wings | 4                    | Adirondack Red Wings | 4              |            |            |  |  |            |                |            |
|  | S2          |                       |                      |                      | Adirondack Red Wings | 4              |            |            |  |  |            |                |            |
|  | S3          | Binghamton Whalers    | 2                    |                      |                      |                |            |            |  |  |            |                |            |

## Premi AHL
- Calder Cup: Adirondack Red Wings
- F. G. "Teddy" Oke Trophy: Maine Mariners
- John D. Chick Trophy: Hershey Bears
- Dudley "Red" Garrett Memorial Award: Pelle Lindbergh (Maine Mariners)
- Eddie Shore Award: Craig Levie (Nova Scotia Voyageurs)
- Fred T. Hunt Memorial Award: Tony Cassolato (Hershey Bears)
- Harry "Hap" Holmes Memorial Award: Pelle Lindbergh e Robbie Moore (Maine Mariners)
- John B. Sollenberger Trophy: Mike Lofthouse (Hershey Bears)
- Les Cunningham Award: Pelle Lindbergh (Maine Mariners)
- Louis A. R. Pieri Memorial Award: Bob McCammon (Maine Mariners)

### Vincitori
| Adirondack Red Wings | Portieri: Al Jensen, Wayne Wood Difensori: Tom Bladon, Réjean Cloutier, Dave Hanson, Greg Joly, Brian McDavid, Steve Short, Rick Vasko Attaccanti: Mike Blaisdell, Dan Bolduc, Carmine Cirella, Mal Davis, Jody Gage, Bill Hogaboam, Brian Johnson, Jean-Paul LeBlanc, George Lyle, Peter Mahovlich, Ted Nolan, Mark Osborne, Dennis Polonich Allenatore: Wayne Maxner |

### AHL All-Star Team
First All-Star Team
- Attaccanti: Dave Gorman • Dan Daoust • Mark Lofthouse
- Difensori: Craig Levie • Bob Hess
- Portiere: Pelle Lindbergh

Second All-Star Team
- Attaccanti: Paul Evans • Jean-François Sauvé • Tony Cassolato
- Difensori: Dennis Patterson • Greg Theberge
- Portiere: Rollie Boutin